# Нидерланды во Второй мировой войне

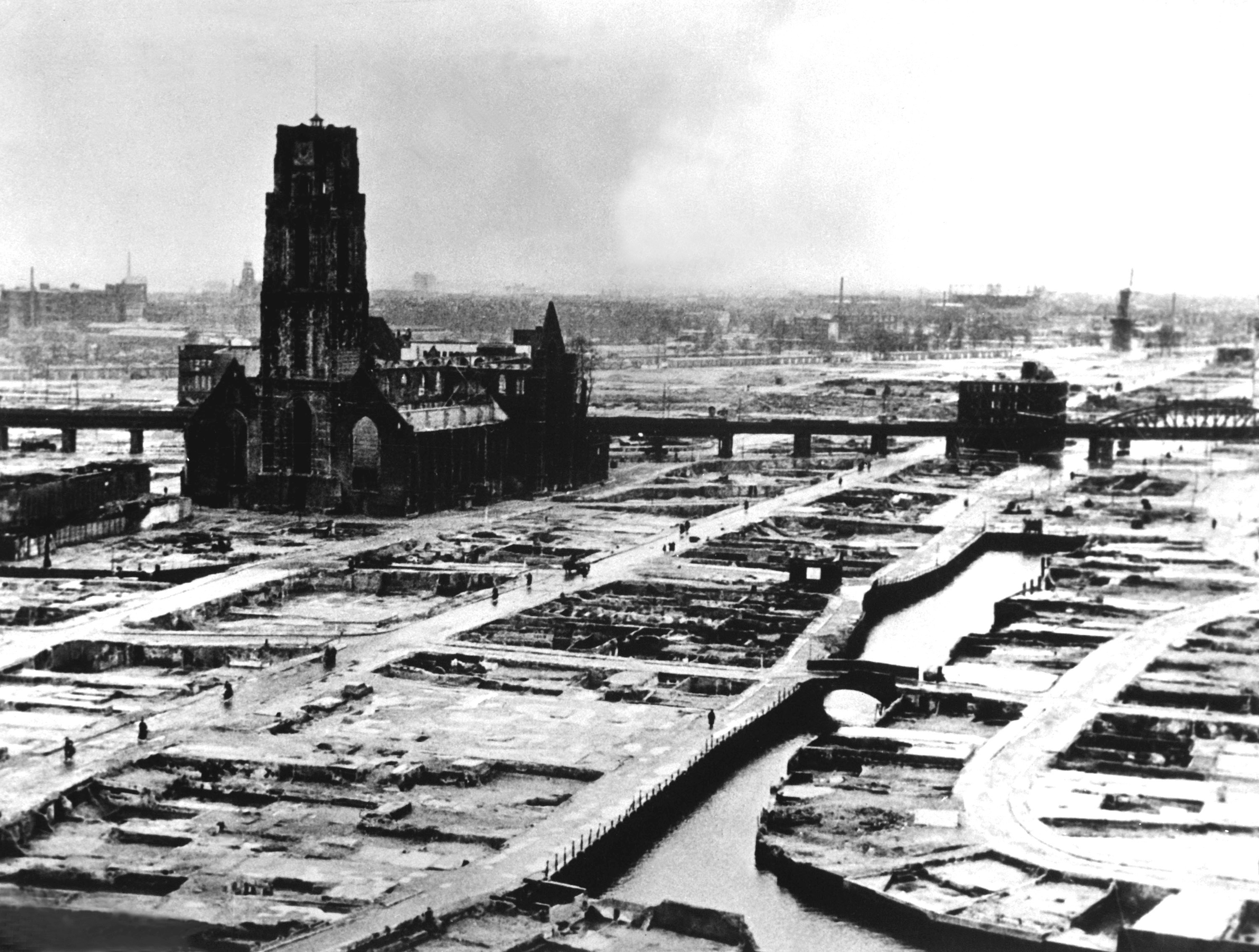
Город Роттердам после немецких бомбардировок 1940 года

Нидерланды оставались нейтральной страной после начала Второй мировой войны. 10 мая 1940 года немецкие войска вторглись в Нидерланды, 15 мая 1940 года нидерландские вооружённые силы капитулировали. Королевская семья уехала в Лондон, в стране был установлен режим оккупации. Из голландских добровольцев были созданы две дивизии войск СС (23-я и 34-я). Нидерланды были освобождены войсками союзников от немецкой оккупации 5 мая 1945 года.

## Предыстория
Королевство Нидерланды, имевшее богатую морскую историю, представляло собой достаточно развитое в промышленном отношении государство, небольшое по своей основной территории, но располагающее третьими в мире по величине колониальными владениями в Ост-Индии (Индонезия) и Вест-Индии (Суринам и Кюрасао).
Голландский флот комплектовался кораблями исключительно отечественной постройки, однако в их проектах присутствовало заметное иностранное влияние. Партнерами голландских кораблестроительных предприятий являлись в основном германские и британские фирмы, причем сотрудничество с первыми касалось главным образом крупных кораблей и подводных лодок, со вторыми — эсминцев и катеров. Артиллерия, как правило, производилась отечественными предприятиями по лицензии шведской фирмы «Bofors» или на основе её разработок.
К началу Второй мировой войны голландский флот был восьмым по силе в мире и располагал четырьмя лёгкими крейсерами (плюс один в достройке), восемью (два в достройке) ЭМ, 8 миноносцев, 23 (7) подводными лодками, 7 канонерскими лодками, 11 минными заградителями, 16 тральщиками и множеством вспомогательных кораблей и судов.
В подчинении колониальной администрации Голландской Ост-Индии находился довольно многочисленный флот, выполнявший функции береговой охраны, — так называемая «колониальная морская служба» (Dienst der Scheepvaart).
По состоянию на 1939 год в состав колониальной морской службы входило 26 кораблей и судов, не считая более мелких единиц.
Кроме того колониальная администрация располагала значительными сухопутными силами.
Голландская армия располагала 470 000 винтовками Geweer M. 95, имела около 1000 винтовок Джонсона (только в Ост-Индии) и 138 тыс. старых Geweer M71/88 на складах резерва.

## Германское вторжение в Нидерланды

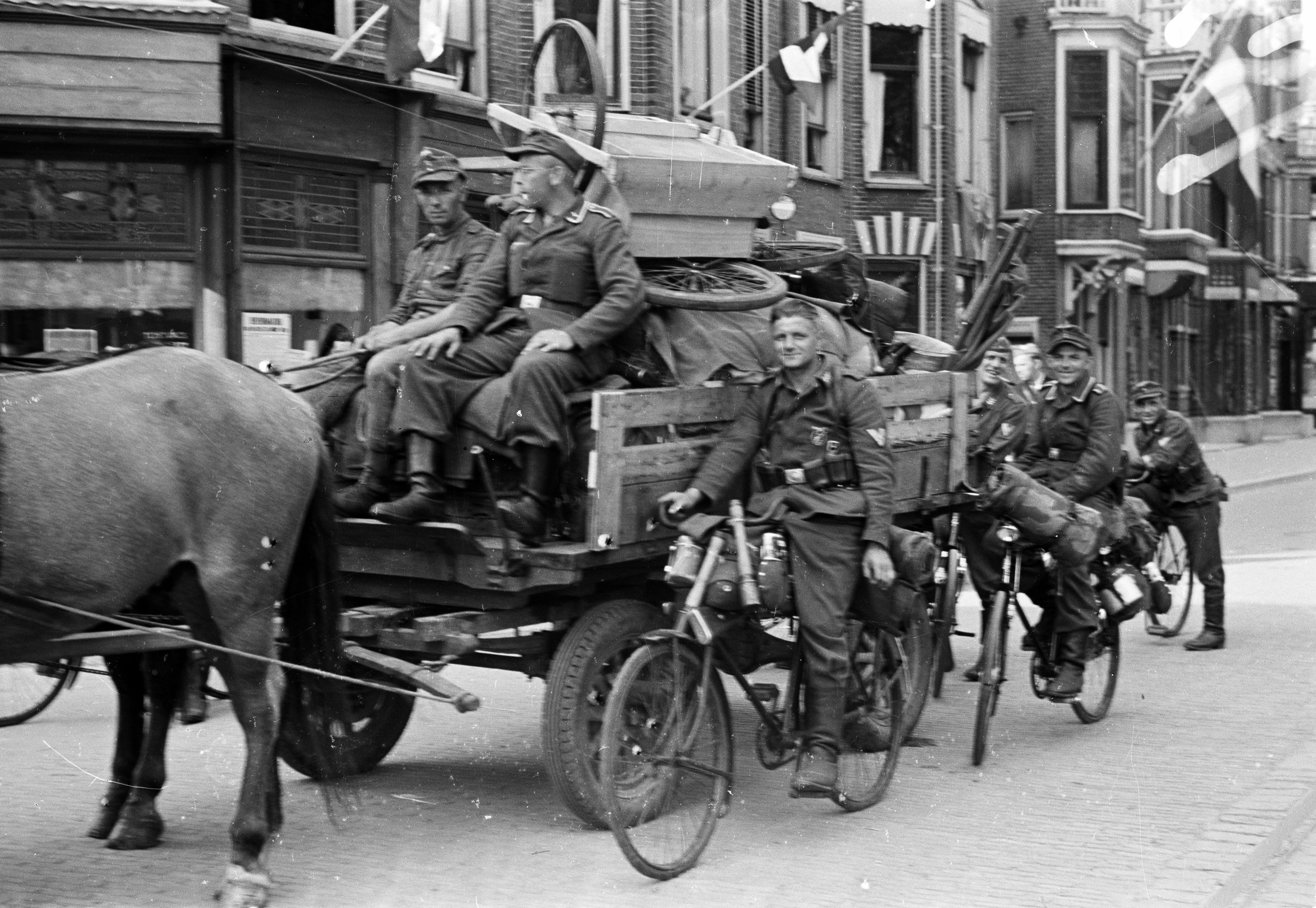
Мародёрство военнослужащих Нацистской Германии в Гааге в 1940 году

К началу немецкого вторжения в нидерландских сухопутных силах имелось 8 пехотных дивизий, 1 лёгкая дивизия, 3 смешанные бригады и несколько пограничных батальонов. Командование на случай войны планировало удержание лишь части территории страны (так называемая «Крепость Голландия», менее четверти территории Нидерландов) — западнее укреплённой линии «Греббе» и севернее реки Ваал (укреплённая линия «Пел»).
Германия выделила для захвата Нидерландов 18-ю армию — 9 пехотных, 1 танковая, 1 кавалерийская дивизии, командующий — генерал-полковник фон Кюхлер. В тылу нидерландских войск должны были высадиться 22-я пехотная (воздушно-посадочная) дивизия и 7-я авиадесантная дивизия.
10 мая 1940 года немецкие войска практически без боя заняли северо-восточные провинции Нидерландов, в тот же день прорвали укреплённую линию «Пел». Укреплённая линия «Граббе» была прорвана 12 мая.
Высадка 22-й пехотной дивизии между Роттердамом и Лейденом прошла не вполне успешно для немцев, но несмотря на потери, эта дивизия сковала боями нидерландский 1-й армейский корпус. Более успешным был парашютный десант 7-й дивизии в районе Роттердама — немецкие десантники захватили несколько важных мостов и связали боями нидерландскую дивизию.
13 мая немецкая танковая дивизия по мосту, захваченному ранее десантниками, прошла в «Крепость Голландию» и взяла в плен практически всю нидерландскую дивизию, скованную парашютистами.
14 мая нидерландское командование, считая дальнейшее сопротивление немцам бессмысленным, начало переговоры о капитуляции и приказало нидерландским войскам прекратить огонь.
15 мая 1940 года была подписана капитуляция вооружённых сил Нидерландов.

## Японское вторжение в Голландскую Ост-Индию (Индонезию)
В конце декабря 1941 года Япония предложила нидерландским властям «во имя гуманности не сопротивляться японской оккупации Голландской Ост-Индии» (ныне — Индонезия). В начале января 1942 года японцы направили туда три морских каравана (из Французского Индокитая и Филиппин) с войсками вторжения под общим командованием генерал-лейтенанта Имамуры.
К началу войны с Японией на Тихоокеанском театре военных действий в декабре 1941 года голландские вооружённые силы в Ост-Индии в целом насчитывали около 85 000 человек и состояли как из европейских солдат, так и из индонезийцев. Кроме того в неё входили отряды организованного народного ополчения, пограничников и гражданских добровольцев. Военно-воздушные силы Королевской голландской ост-индской армии (нидерл. Militaire Luchtvaart KNIL) насчитывали 389 самолётов всех типов, в большинстве своем уступавших самолётам японской авиации.
В это время нидерландские силы в колонии насчитывали около 65 тысяч (регулярные части: 1000 офицеров и 34 000 солдат, из которых 28 000 были индонезийцами и территориальные части — около 30 тысяч нидерландских поселенцев).
10 января 1942 года японские транспортные суда с войсками подошли к порту Таракан на восточном берегу острова Борнео (ныне Калимантан). Командующий нидерландским гарнизоном (около 1300 человек) приказал разрушить нефтепромыслы и поджечь запасы нефти. В ночь на 11 января японцы высадили десант, а днём нидерландский гарнизон сдался.
В это же время другой японский караван с войсками подошёл к городу Манадо на острове Целебес (ныне Сулавеси). Нидерландские и американские самолёты, базировавшиеся на острове Амбон, совершили налёт на японские суда, но не смогли потопить ни одного. В Манадо японцы, помимо морского десанта, впервые в своей истории выбросили массированный воздушный десант — более 500 парашютистов. Нидерландцам удалось нанести существенные потери парашютистам, но затем у них подошли к концу боеприпасы и они отступили. Тех, кто сдавался в плен, японцы убивали на месте. Отступившие в джунгли нидерландцы несколько дней оказывали сопротивление японцам, но затем были все перебиты.

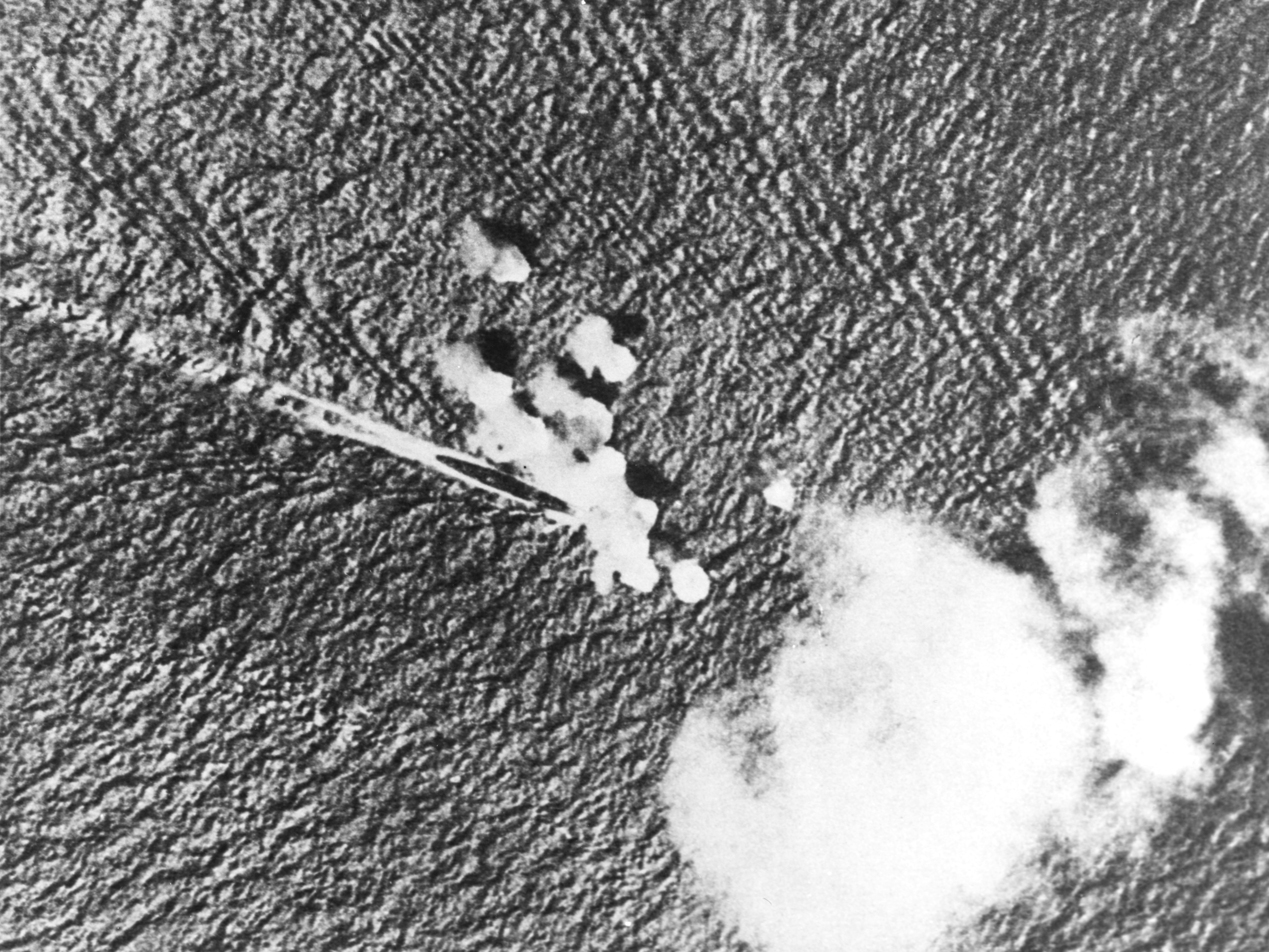
Нидерландский эсминец под огнём японских ВВС в 1942 году

20 января 1942 года японский караван с войсками вышел из Таракана курсом на Баликпапан — крупный центр нефтедобычи на юге острова Борнео. Японцы по радио обратились к нидерландскому начальнику гарнизона с требованием не разрушать нефтепромыслы, угрожая репрессиями против пленных. Однако нидерландский комендант приказал уничтожить нефтепромыслы. Кроме того, после ультиматума японцев нидерландское командование направило к месту высадки японцев авиацию и флот. Самолёты и подлодки потопили два японских транспорта, а эсминцы стали расстреливать остальные суда каравана, но японцы всё-таки высадили десант.
Третий японский караван с войсками, направлявшийся к южному берегу острова Суматра, сопровождали крейсер, авианосец и несколько эсминцев. Однако караван задержался в пути, поскольку встретил в проливе Банка множество пароходов и джонок с беженцами из Сингапура. Японцы задержались, чтобы заняться ими, и принялись методично уничтожать суда с беженцами, потопив более 40 пароходов и множество джонок. Экипажи японских боевых кораблей и самолётов убили несколько тысяч безоружных беженцев, не понеся никаких потерь (кроме расхода боеприпасов).
После задержки из-за беженцев японский караван продолжил путь к южной Суматре. Чтобы захватить нефтепромыслы в Палембанге, японцы вновь применили воздушный десант — 14 февраля 1942 года самолёты высадили 400 десантников. Они смогли предотвратить взрыв нефтеперерабатывающего завода, однако почти все были уничтожены в боях нидерландцами. Однако нидерландский командующий приказал войскам отступать на юго-восточную оконечность Суматры, чтобы затем переправиться на остров Ява.
В конце февраля 1942 года нидерландские силы на Яве составляли около 25 тысяч человек, в основном в районах Батавии (ныне Джакарта) и Сурабаи. Японцы выделили для захвата Явы значительные силы — западную группу в составе 2-й пехотной дивизии и 1 полка 38-дивизии, и восточную, 48-ю пехотную дивизию. Эти группы поддерживал 2-й японский флот в составе 2 линкоров, 4 авианосцев и нескольких крейсеров.
Для защиты Явы была выделена союзная эскадра под командованием нидерландского адмирала Доормана — 5 крейсеров и несколько эсминцев. 27 февраля эскадра наткнулась на японский флот. Японцы повредили британский крейсер и потопили нидерландский эсминец. Через несколько часов японцы потопили 2 нидерландских крейсера, погиб и адмирал Доорман. Остатки эскадры вернулись в Батавию, заправились и на следующий день попытались уйти в Индийский океан. Однако они наткнулись на караван транспортных судов японской западной группы высадки. Последние два крейсера союзной эскадры (британский и австралийский) открыли огонь по японцам, потопили 2 транспорта, повредили ещё несколько, но затем были потоплены японской эскадрой прикрытия каравана.
1 марта 1942 года японские войска высадились на побережье Явы, а утром 8 марта командующий нидерландскими войсками генерал Портен по радио отдал приказ о капитуляции.
Оккупировав Нидерландскую Индию, японцы собрали всех лиц европейского и смешанного европейско-индонезийского происхождения в лагерях и использовали их на тяжёлых работах.

## Нидерландские коллаборационисты
В оккупированной стране действовало марионеточное правительство и Национал-социалистическое движение Нидерландов.
В апреле 1941 года был сформирован добровольческий полк СС «Нордвест», который в июле-сентябре 1941 года был преобразован в добровольческий легион СС «Нидерланды».
В январе 1942 года легион был отправлен на северный участок немецко-советского фронта, в район озера Ильмень, а затем под Ленинград. В мае 1943 года легион был переформирован в 4-ю добровольческую моторизованную бригаду СС «Недерланд», вновь воевавшую на Ленинградском фронте.
В декабре 1944 бригада переформирована в 23-ю добровольческую моторизованную дивизию СС «Недерланд», которые с февраля 1945 года воевала против советских войск в Померании. 4 голландца, воевавших в составе этой дивизии, были награждены Рыцарским крестом.
В марте 1943 года была создана бригада «Ландшторм Недерланд», дислоцировавшаяся в Нидерландах. С осени 1944 года воевала против войск союзников в Бельгии. В феврале 1945 года она переформирована в 34-ю добровольческую пехотную дивизию СС «Ландсторм Недерланд» и воевала против войск союзников на территории Голландии.

## Движение Сопротивления

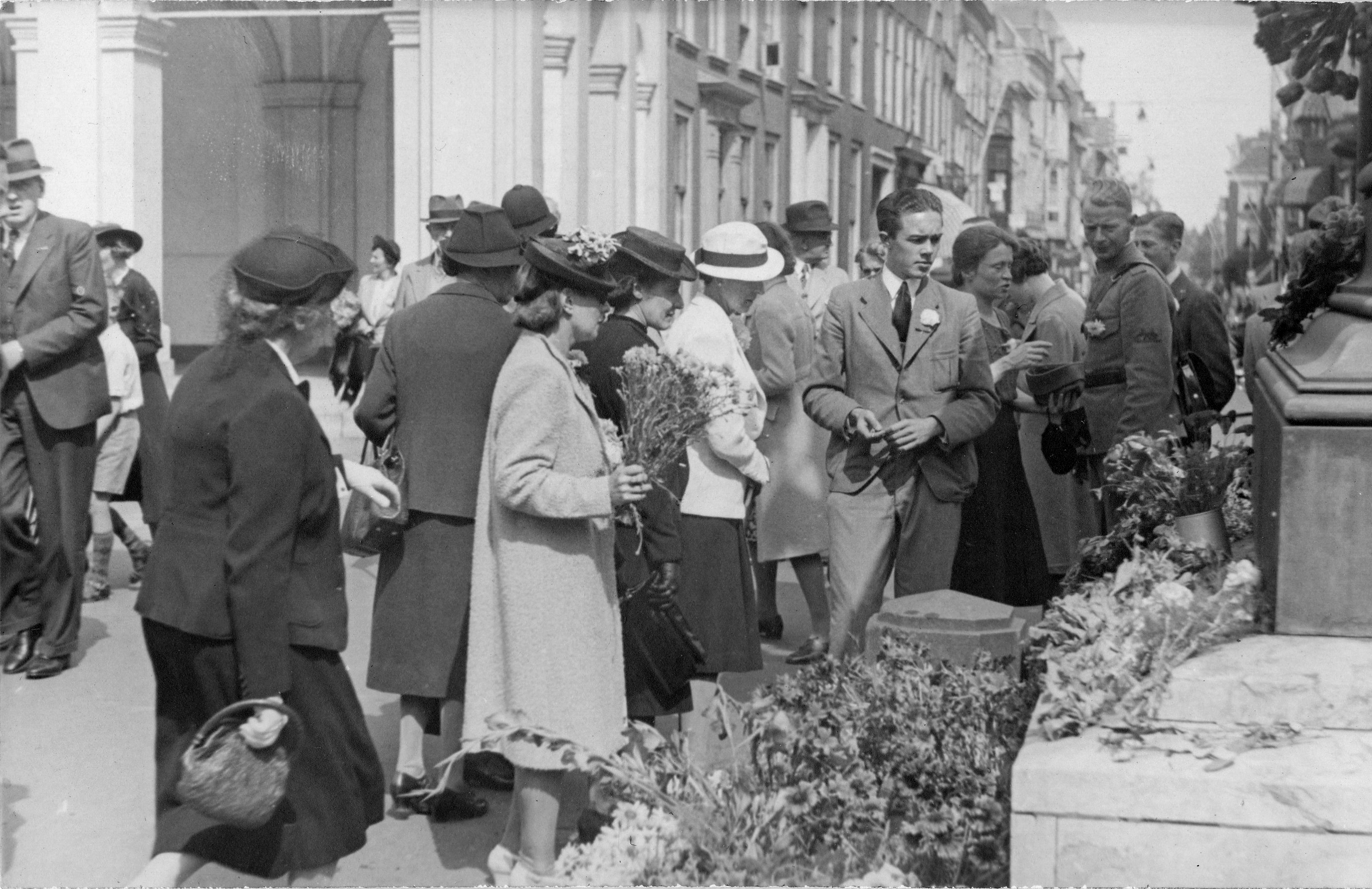
Жители Нидерландов в знак протеста против оккупации кладут цветы к памятнику Вильгельму Оранскому в день гвоздик 29 июня 1940 года

Подпольные ячейки голландского сопротивления занимались изготовлением фальшивых продуктовых карточек и денег, печатанием пропагандистских листовок, похищениями продовольствия и бытовой продукции со складов. Также подпольщики дали укрытие нескольким сбитым над Нидерландами лётчикам союзной авиации и спасли от уничтожения множество евреев. Организованная нидерландскими коммунистами и профсоюзами Февральская забастовка 1941 года считается первым публичным протестом против нацистов в оккупированной Европе и единственным массовым протестом против депортации евреев, организованным неевреями.
В феврале 1943 года в Гааге участниками движения Сопротивления был застрелен генерал-лейтенант голландской армии Хендрик Сейффардт (Hendrik A. Seyffardt), который руководил набором голландских добровольцев в войска СС.

## Освобождение
Весной 1945 года с Востока на территорию Нидерландов, после форсирования Рейна, вошли военные части Канады,  Великобритании  (Рейнская операция), освободив восточные и северные провинции страны.  Наиболее крупными и известными в рамках этой кампании стали сражения при Гронингене  и Оттерло (апрель 1945 года).
В западных провинциях ситуация складывалась сложнее. Германские войска были окружены, ВВС союзников сбрасывали на оккупированных территориях гуманитарные грузы (продовольствие) для населения в рамках операции Манна, однако переговоры о капитуляции в Вагенингене были завершены только 5 мая 1945 года (за четыре дня до общей капитуляции Германии).

## Последствия
Голландские планы аннексии германских территорий после Второй мировой войны предполагали аннексию Нидерландами некоторых территории Германии для компенсации понесенного военного ущерба, однако союзники решили отказаться почти от всех планов, на сегодня за Нидерландами осталось только 3 км² присоединенных территорий.